# خی مارافسای
خی مارافسای یک ستاره است که در صورت فلکی مارافسای قرار دارد.